# Tanya Tate
Tanya Tate (Liverpool, 31 marzo 1979) è un'attrice pornografica, regista e cosplayer britannica.

## Biografia e carriera pornografica
Ha cominciato la sua carriera pornografica nel 2009, abbandonando il suo precedente lavoro in ufficio alla ricerca di qualcosa di più divertente, girando la sua prima scena con Danny D.
Nel 2010 ha iniziato a tenere una rubrica nella rivista britannica per adulti Ravers DVD.
Nel 2011 ha iniziato a lavorare anche come regista di film a luci rosse: l'opera prima fu Tanya Tate's The MILF Masseuse, seguita l'anno seguente da Tanya Tate's Runaways e Tanya Tate's Tea & Muffin Party; tutte e tre queste pellicole sono state prodotte dalla Filly Films.
Nel mondo del porno ha ottenuto numerosi premi e riconoscimenti: apprezzata interprete del genere MILF, in soli cinque anni - dal 2010 al 2014 - ha vinto per ben nove volte il titolo di MILF dell'anno in vari concorsi. Ha tatuato un cuore con delle ali sopra il pube.
Celebre anche per essere una cosplayer (ha anche creato un alter ego di nome Lady Titan), si è dichiarata bi-curiosa. Nel 2022, dopo quasi un decennio, ha annunciato il ritorno alle scene con gli uomini, avendo girato quasi esclusivamente scene lesbo.

## Vita privata
Nel 2017 è diventata mamma.

## Riconoscimenti
- XBIZ Awards
  - 2013 – MILF Performer of the Year[14]

- XRCO Award
  - 2016 – Best Lesbian Performer[15]
  - 2023 - Hall of Fame[16]